# Список керівників держав 507 року
Список керівників держав 507 року — це перелік правителів країн світу 507 року.
Список керівників держав 506 року — 507 рік — Список керівників держав 508 року — Список керівників держав за роками

## Європа
- Айлех — Муйрхертах мак Ерке (489—534/536)
- Арморика — Мелю (501 — ?) або Рівал
- Боспорська держава — до 520 аристократичне керування під гуннським протекторатом
- Брихейніог — Райн ап Кіног (490—510)
- Брінейх — Бран Старий (475—510)
- Королівство бургундів — Гундобад (473—516)
- плем'я вандалів — король Тразамунд (496—523)
- король вестготів — Аларіх II (484—507); Гезалех (507—511)
- Візантійська імперія — Анастасій I (491—518)
- Королівство Гвент — Теудріг Святий (490—540)
- Королівство Гвінед — Кадваллон ап Ейніон (500—534)
- Гепіди — Елемунд (505? — 548)
- Дал Ріада — Домангарт I мак Фергусса (501—507); Комгалл мак Домангарт (507—538)
- Дівед — Гуртевір (495—540)
- Думнонія — Герайнт ап Ербін (480—514)
- Ебраук — Еліффер Творець Великого війська (500—560)
- Елмет — Лленног ап Масгвід (496—540)
- Ірландія — верховний король Муйрхертах мак Ерке (503/524-526)
- Король Італії — Теодоріх Великий (494—526)
- Кайр-Гвендолеу — Кейдіо ап Ейніон (505—550)
- Лазика — Дамназ (486—521)
- Морганнуг — Гвінліу Бородатий (480—523)
- Мунстер — Еохайд мак Енгуса (492—525)
- Королівство Пенніни — Пабо Опора Бритів (500—525)
- Король піктів — Друст II (480/484—510/514)
- Королівство Повіс — Пасген ап Кінген (500—530)
- Регед — Мейрхіон Гул (490—535)
- Королівство Сассекс — Елла (477—514)
- Королівство свевів — Веремунд (475—508)
- Стратклайд — Домгалт Алт Клуд (501—508)
- король тюрингів Бізін (459—507); Герменефред (507—534)
- Улад — Еохайд мак Муйредайг Муйндейрг (489—503/509)
- Уснех — Фіаху мак Нейлл (480 — не раніше 516)
- Салічні франки — Хлодвіг (481—511)
- Святий Престол — папа римський — Симах (498—514)
- Візантійський єпископ — Македоній II (495—511)

## Азія
- Близький Схід:
  - Гассаніди — Аль-Харіт IV ібн Хійр (486—512)
  - Кінда — Аль-Харіт Талабан ібн Амр (489—528)
  - Лахміди — Аль-Мундір III ібн аль-Нуман (505/506 — 554)
- Іберійське царство — цар Дачі (502—534)
- Кавказька Албанія — Вачаган III (487—510)
- Індія:
  - Царство Вакатаків — ім'я невідоме (500—510 або 515)
  - Династія Вішнукундіна — Вікрамендра Варма I (502—527)
  - Західні Ганги — Дурвініта (495—535)
  - Імперія Гуптів — Вайнягупта (500—515)
  - правитель ефталітів Торамана (490—515)
  - Держава Кадамба — Раві-варман (485—519)
  - Династія Майтрака — Дронасінха (499/500-520)
  - Раджарата — раджа Моггаллана I (497—515)
- Індонезія:
  - Тарума — Індраварман (455—515)
- Китай:
  - Туюхун (Тогон) — Муюн Фулянчоу (490—540)
  - Династія Північна Вей — Сюань У-ді (499—515)
  - Жужанський каганат — Юйцзюлюй Футу (506—508)
- Корея:
  - Кая (племінний союз) — ван Кйомджи (492—521)
  - Когурьо — тхеван (король) Мунджамьон (491—519)
  - Пекче — король Мурьон (501—523)
  - Сілла — ісагим (король) Чиджин (500—514)
- Паган — король Тарамон Фіа (494—516)
- Персія:
  - Держава Сасанідів — шахіншах Кавад I (498—531)
- Середня Азія:
  - Гаоцзюй — Мі'єту (496—516)
- Фунанське королівство — Джаяварман (478—514)
- Хим'яр — Ма'адікаріб II Яфур (505—517)
- Японія — Імператор Бурецу (498—507); Імператор Кейтай (507—531)

## Африка
- Королівство вандалів і аланів — Тразамунд (496—523)

## Північна Америка
- Мутульське царство — Чак-Ток-Іч'аахк III (485—508)
- Баакульське царство — Акуль-Мо'-Наб I (501—524)